# Huracán Stan
El huracán Stan fue la decimoctava tormenta tropical y el décimo huracán de la temporada de huracanes del océano Atlántico en 2005. Stan fue la segunda tormenta "S" desde que comenzó a usarse el sistema de denominaciones de huracanes; el otro fue la tormenta tropical Sebastian de 1995. Fue una tormenta relativamente fuerte que, aunque se clasificó como huracán de Categoría 1 durante un corto período, causó inundaciones y desprendimientos en los países centroamericanos de Belice, Costa Rica, El Salvador, Guatemala, Honduras, Nicaragua además del sur de México durante los días 3, 4 y 5 de octubre de 2005. Ocasionó por lo menos 1620 muertes, un número similar al producido por el Huracán Katrina, y muchos más desaparecidos. En un mom oficiales informaron que el número de muertes aumentaría posiblemente hasta bien pasados los 2000, aunque el número total de fallecidos es probable que nunca se conozca debido al alto grado de descomposición de los cadáveres en el barro.
Un ejemplo de esta descripción es la aldea de Panabaj en el departamento guatemalteco de Sololá, que fue destruida completamente por las riadas de lodo. Stan fue comparado con el Huracán Diana de 1990, Huracán Cesar-Douglas de 1996, al Huracán Pauline de 1997 y con el Huracán Mitch de 1998, a pesar de que fue descrito en los países de América Central como una tormenta tropical, pues esa era su intensidad cuando afectó esa zona.
Los territorios más afectados fueron Guatemala y El Salvador, países en los que se produjeron el mayor número de fallecidos, y donde decenas de comunidades y pueblos quedaron completamente aislados.
En Guatemala, donde el 75% del territorio resultó afectado, una de las principales ciudades dañadas fue Santiago Atitlán, un importante destino turístico donde un grave corrimiento de tierra produjo decenas de víctimas. También una aldea situada en la falda del volcán Tacaná fue arrasada por un alud de lodo y rocas. En México, el desbordamiento del Río Coatán en Tapachula, en el estado de Chiapas, arrasó 2500 viviendas.

## Historia meteorológica
Una corriente tropical, que partió desde la costa africana el 17 de septiembre, formó un área de bajas presiones cuando llegó a la parte occidental del mar Caribe y se convirtió en una depresión tropical el 1 de octubre. Cerca de las costas de la península de Yucatán se reforzó y desde el día 2 de octubre a las 1:35 CDT (06:35 UTC) se comenzó a denominar Tormenta Tropical Stan.

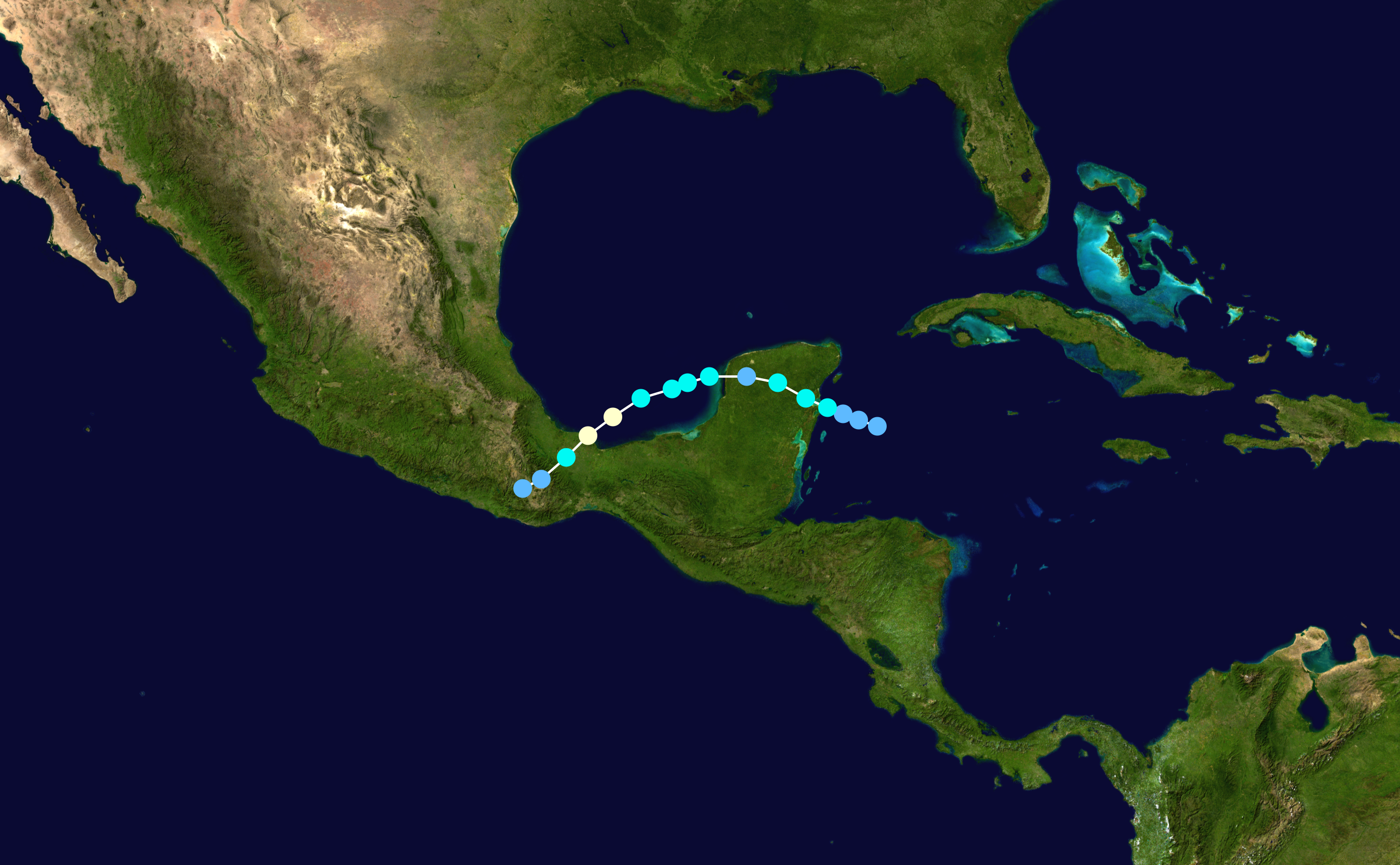
Trayectoria del Huracán Stan.

Stan tocó tierra en la península de Yucatán y se redujo a una depresión tropical, pero de nuevo tomó fuerza y emergió en la bahía de Campeche. Para a las 4 CDT (09:00 UTC) del 4 de octubre, ya se había reforzado suficientemente para ser denominado huracán. Stan volvió a tocar tierra más tarde aquella mañana en el centro de la costa este de México, al sur de Veracruz, como un huracán de Categoría 1 en la Escala Saffir-Simpson. Más tarde se debilitó y volvió a ser una tormenta tropical al comienzo de la tarde de aquel día.
La tormenta produjo desprendimientos de tierra, inundaciones y fuertes vientos a lo largo de su recorrido por el sur y este de México y Centroamérica, 500 mm de lluvia fueron reportados lo cual produjo destrucción. La mayor parte de las inundaciones fueron consecuencia de las bandas exteriores de Stan, así como cuando todavía era una depresión tropical.
Las cosechas de café y otros cultivos de la región se perdieron a consecuencia de las inundaciones.
Como consecuencia "Stan" fue retirado de la lista de Nombres de los ciclones tropicales, en primavera del 2006, en la Temporada del 2011 fue sustituido por "Sean".

## Efectos

### Guatemala
Al 14 de octubre se confirmaron al menos 736 personas fallecidas y hasta 3000 desaparecidas. Muchas comunidades fueron desoladas y el peor incidente parece ser el ocurrido en Panabaj, una aldea de origen maya cerca del lago Atitlán, en el departamento de Sololá, donde murieron muchas personas, y dejando sin vivienda a 900 familias. Las autoridades decididieron considerar estas aldeas como camposantos. Piedra Grande, en el municipio de San Pedro Sacatepéquez también fue destruido. Inundaciones y derrumbamientos de tierra arrasaron la comunidad de 1000 personas aproximadamente, y se estimó que toda la población, perdió la vida. El gobierno no supo lo ocurrido en el sudoeste del país, y en particular en el departamento de San Marcos, ya que un puente muy importante fue destrozado en Quetzaltenango, que aisló a la región del resto del país. También en el departamento de Suchitepéquez, en el municipio de Patulul, uno de los barrios fue fuertemente afectado por el río Madre Vieja, destrozando las viviendas de los habitantes, y el reporte de varios desaparecidos.
El gobierno declaró el Estado de Calamidad Pública en todo el territorio nacional, por un plazo de treinta días, restringió las libertades para el ejercicio de los derechos establecidos en los artículos 5 y 26 de la Constitución de la República, los cuales se relacionan con la libertad de acción, “toda persona tiene derecho a hacer lo que la ley no prohíbe”; y la libertad de locomoción, “toda persona tiene libertad de entrar, permanecer, transitar y salir del territorio nacional y cambiar de domicilio o residencia, sin más limitaciones que las establecidas por la ley”.

### El Salvador
La erupción del Volcán Ilamatepec de Santa Ana el 1 de octubre de 2005 se sumó a la devastación producida por el huracán, lo cual trajo más inundaciones y corrimientos de tierras todavía.
Ante la gravedad de la situación se declaró el estado de emergencia. Según el director del Centro Nacional de Emergencias de El Salvador, 300 comunidades fueron afectadas por las riadas, con más de 54 000 personas forzadas a abandonar sus casas. También se declaró estado de emergencia en Guatemala por el presidente del país, Óscar Berger, donde 24 000 personas se trasladaron en refugios. El portavoz de la Cruz Roja salvadoreña dijo que "la emergencia es mayor que la capacidad de rescate, hay inundaciones en cualquier lugar, puentes a punto de derrumbarse, corrimientos de tierras y docenas de carreteras cortadas". La Carretera panamericana fue cortada por derrumbes de laderas en su tramo cercano a la capital, San Salvador, así como otras carreteras.

### México
La mayor de la costa parte de los 100 000 habitantes de la región de la Sierra de los Tuxtlas, en la Costa del Golfo, fueron evacuados de sus casas, e incidentes tales como inundaciones y fuertes vientos (que arrancaron árboles y tejados de las casas) fueron reportados desde las áreas costeras de Veracruz, San Andrés Tuxtla, Santiago Tuxtla y Coatzacoalcos, así como la capital del estado Xalapa, situada en el interior. Las fuerzas armadas de México evacuaron a los habitantes de alrededor de una docena de pueblos en la llanura costera, entre ellos el Lugar Patrimonio de la Humanidad Tlacotalpan en el oeste y el complejo turístico de Catemaco en el este. Otros de los daños mayores, fue en el municipio de Acayucan (Veracruz), en donde cayó por completo el puente Mezcalapa, lo que provocó el corte carretero de la Costera del Golfo, una estructura del otro puente denominado San Miguel, cayó una base de las dos que lo sostenía. Dejó inundaciones en la cabecera municipal afectando a por lo menos 200 familias. En San Juan Evangelista, municipio cercano a Acayucan, se desbordó el río San Juan, dejando inundada la mayor parte de la cabecera municipal. La comunidad denominada Juanita, quedó incomunicada tras caer los puentes que comunican a dicho lugar.
A medida que el sistema progresaba hacia la Sierra Madre del Sur al oeste del Istmo de Tehuantepec, los estados de Oaxaca y Chiapas fueron afectados por lluvias torrenciales. Áreas de Chiapas cercanas a la frontera con Guatemala fueron golpeadas duramente, en Ciudad Hidalgo (Chiapas) el Puente Rodolfo Robles se vino abajo dejando únicamente las vías del tren como punto de comunicación entre Chiapas y Guatemala, particularmente la ciudad costera de Tapachula padeció el embate del Huracán debido al desbordamiento del Río Coatán causando grandes daños incluyendo la destrucción de todos los puentes de acceso a la ciudad, la cual quedó únicamente accesible por aire. El gobierno estatal informó que tres ríos salieron de sus cauces y un número indeterminado de hogares, más de veinte puentes y otras infraestructuras fueron destrozadas por la tormenta.
Algunas zonas de la Sierra Norte, en el estado central de Puebla, también fueron inundadas. Tres personas murieron en un corrimiento de tierras en el Valle de Xochiapulco.
Además, Pemex evacuó 270 empleados de sus plataformas petrolíferas en el golfo de México, aunque no se informó de ningún daño y las plantas reanudaron su trabajo.
El Ministerio de Interior declaró estado de emergencia en los municipios más devastados de los cinco estados: Chiapas, Hidalgo, Oaxaca, Puebla, y Veracruz.

## Número de Muertes (Resumen)
| Costa Rica                                                        | 2     |             |    |  |          |   |  |  |
| El Salvador                                                       | 72    |             |    |  |          |   |  |  |
| Guatemala                                                         | 1,500 |             |    |  | Honduras | 7 |  |  |
| México                                                            | 28    | Chiapas     | 15 |  |          |   |  |  |
| México                                                            | 28    | Oaxaca      | 6  |  |          |   |  |  |
| México                                                            | 28    | Puebla      | 3  |  |          |   |  |  |
| México                                                            | 28    | Veracruz    | 6  |  |          |   |  |  |
| México                                                            | 28    | Desconocido | 1  |  |          |   |  |  |
| Nicaragua                                                         | 11    |             |    |  |          |   |  |  |
| Totales                                                           | 1,620 |             |    |  |          |   |  |  |
| Al provenir de fuentes diversas, los totales pueden no coincidir. |       |             |    |  |          |   |  |  |

Hasta el 11 de octubre de 2005, el huracán provocó al menos 1620 muertes. Una estimación del número de víctimas fatales está por encima de los 2000 en Guatemala solamente, lo cual colocaría a Stan por encima de las muertes confirmadas por el Huracán Katrina (que actualmente ronda las 1300) y que le puso, hasta ese momento, como el sistema tropical más mortífero de la temporada de huracanes atlánticos de 2005.
La mayor parte de las fatalidades reportadas fueron consecuencia de las inundaciones y desprendimientos, aunque 8 de las muertes en Nicaragua fueron resultado del naufragio de un bote que transportaba inmigrantes desde Ecuador y Perú.